# MARCHING MONSTER
「MARCHING MONSTER」（マーチング・モンスター）は、声優・新谷良子の5枚目のオリジナルアルバム。 2009年2月18日にLantisから発売された。

## 概要
前作『Wonderful World』から2年ぶりとなるオリジナルアルバム。コンセプトはおもちゃ箱をひっくり返したようなものとなっている。

## 収録曲
1. Welcome to the Parade [4:00]
作詞・作曲・編曲：R・O・N
2. Seven color palette [4:23]
作詞・作曲・編曲：宮崎誠
3. crossing days [4:09]
作詞・作曲・編曲：R･O･N
  - テレビアニメ『紅 kure-nai』エンディングテーマ
  - テレ玉『アニたま』2008年6月分エンディングテーマ
4. Hideout of the bandits （Instrumental） [1:21]
作曲・編曲：太田貴史・R･O･N
5. L&L [4:10]
作詞・作曲・編曲：R･O･N
6. アイロニカルスター [4:03]
作詞：R･O･N、作曲・編曲：川島弘光
7. promise ring
作詞：meg rock、作曲・編曲：川島弘光
8. 月とオルゴール [4:00]
作詞・作曲・編曲：R･O･N
9. Secret Garden （Instrumental） [1:41]
作曲・編曲：R･O･N
10. 雨のスリーコード [4:41]
作詞：只野菜摘、作曲・編曲：川島弘光
11. sugarpot [3:36]
作詞・作曲・編曲：R･O･N
12. 手のひらの太陽 [4:11]
作詞・作曲・編曲：R･O･N
13. new story [4:32]
作詞・作曲・編曲：宮崎誠
14. MARCHING MONSTER [4:17]
作詞・作曲・編曲：R･O･N
  - ラジオ『アキバチック天国・スーパー』2009年3月度エンディングテーマ